# Universidad de Niza Sophia Antipolis
La Universidad de Niza Sophia Antipolis (en francés: Université de Nice Sophia-Antipolis) es una universidad localizada en Niza, Francia, y zonas colindantes. Fue fundada en 1965 y se estructura en ocho facultades, dos institutos autónomos y una escuela de ingeniería.

## Historia
La Universidad fue oficialmente fundada el 23 de octubre de 1965. Aun así, su predecesora puede ser encontrada en el siglo XVII con el Collegium Jurisconsultorum Niciensium, fundado en 1635 por el Príncipe de Savoya, que fue una importante escuela de leyes, jurisdicción y consulta. En 1989, la Universidad de Niza unió a su nombre original el de Sophia Antípolis para mostrar su relación con el instituto tecnológico Sophia Antípolis.

## Organización
La universidad se distribuye territorialmente en tres campus históricos: el de Valrose (Ciencias), el de Trotabas (Derecho, Economía y Dirección de empresas) y el de Carlone (Letras, Artes y Humanidades).
No obstante la universidad trabaja en otros campus, como el nuevo de Saint-Jean d'Angely,  Sophia Antípolis o Villefranche-sur-Mer en las afueras de Niza.